# Perotis (escarabajo)
Perotis es un género de escarabajos barrenadores metálicos, categorizado en la tribu Dicercini.

## Especies
- Perotis aereiventris Reiche, 1861
- Perotis bruckmanni Heer, 1862
- Perotis chloranus (Laporte & Gory, 1836)
- Perotis cupratus (Klug, 1829)
- Perotis hausmanni Heyden, 1862
- Perotis laevigatus Massalogo, 1855
- Perotis lavateri Heer, 1847
- Perotis lugubris (Fabricius, 1777)
- Perotis malachitica  (Abeille de Perrin, 1896)
- Perotis margotanus (Novak, 1983)
- Perotis planidorsis Liskenne, 1994
- Perotis reditus Heyden, 1862
- Perotis striatus Spinola, 1837
- Perotis susannae (Novak, 1983)
- Perotis unicolor (Olivier, 1790)
- Perotis xerxes (Marseul, 1865)